# Porto Venere
Portovenere o Porto Venere (Portuvénere en ligur) es un municipio italiano de 3.990 habitantes de la provincia de La Spezia. Se encuentra en la costa de Liguria, sobre el mar de Liguria al final del golfo de La Spezia y donde comienza el golfo de Génova.  Desde 1997 Portovenere, junto con las islas Palmaria, Tino y Tinetto y las Cinque Terre están incluidos entre el Patrimonio de la Humanidad de la Unesco. En concreto, Cinque Terre y Portovenere están recogidos con el código 826-001.

## Historia
El antiguo Portus Veneris se cree que data de al menos mediados del siglo I a. C. Se dice que el nombre se refiere a un templo dedicado a la diosa Venus que estaba situado sobre el promontorio donde se encuentra actualmente la iglesia de San Pedro Apóstol. El nombre también se ha relacionado con el ermitaño san Venerio. En los tiempos romanos la ciudad era, esencialmente, una comunidad de pescadores.

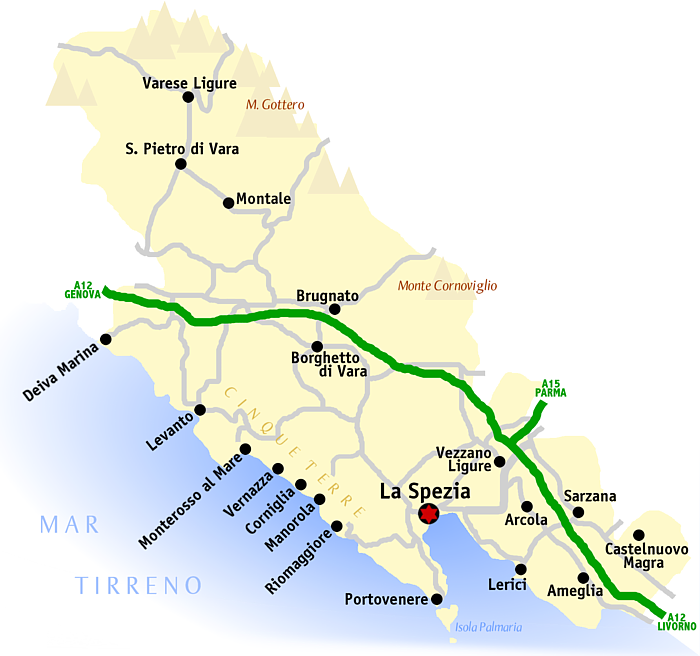
Mapa de situación de Portovenere, en uno de los extremos del golfo de La Spezia.

Después de la caída del Imperio romano de Occidente, Portovenere se convirtió en base de la flota bizantina en el norte del mar Tirreno, pero fue destruida por los lombardos en 643. Más tarde, fue un objetivo frecuente de las razias sarracenas. Las primeras indicaciones sobre la existencia de un castillo datan del año 1113, y en 1161 se erigieron las murallas. Portovenere se convirtió en feudo de una familia procedente de Vezzano antes de pasar a Génova a principios del siglo XII. En 1494, sufrió los devastadores bombardeos de la flota aragonesa durante su guerra con Génova; posteriormente la parte vieja de la ciudad declinó en importancia, dando lugar al desarrollo del llamado Borgo Nuovo («Distrito nuevo»), que había existido desde 1139 y que se centró en la iglesia de San Pedro.

## Lugares de interés

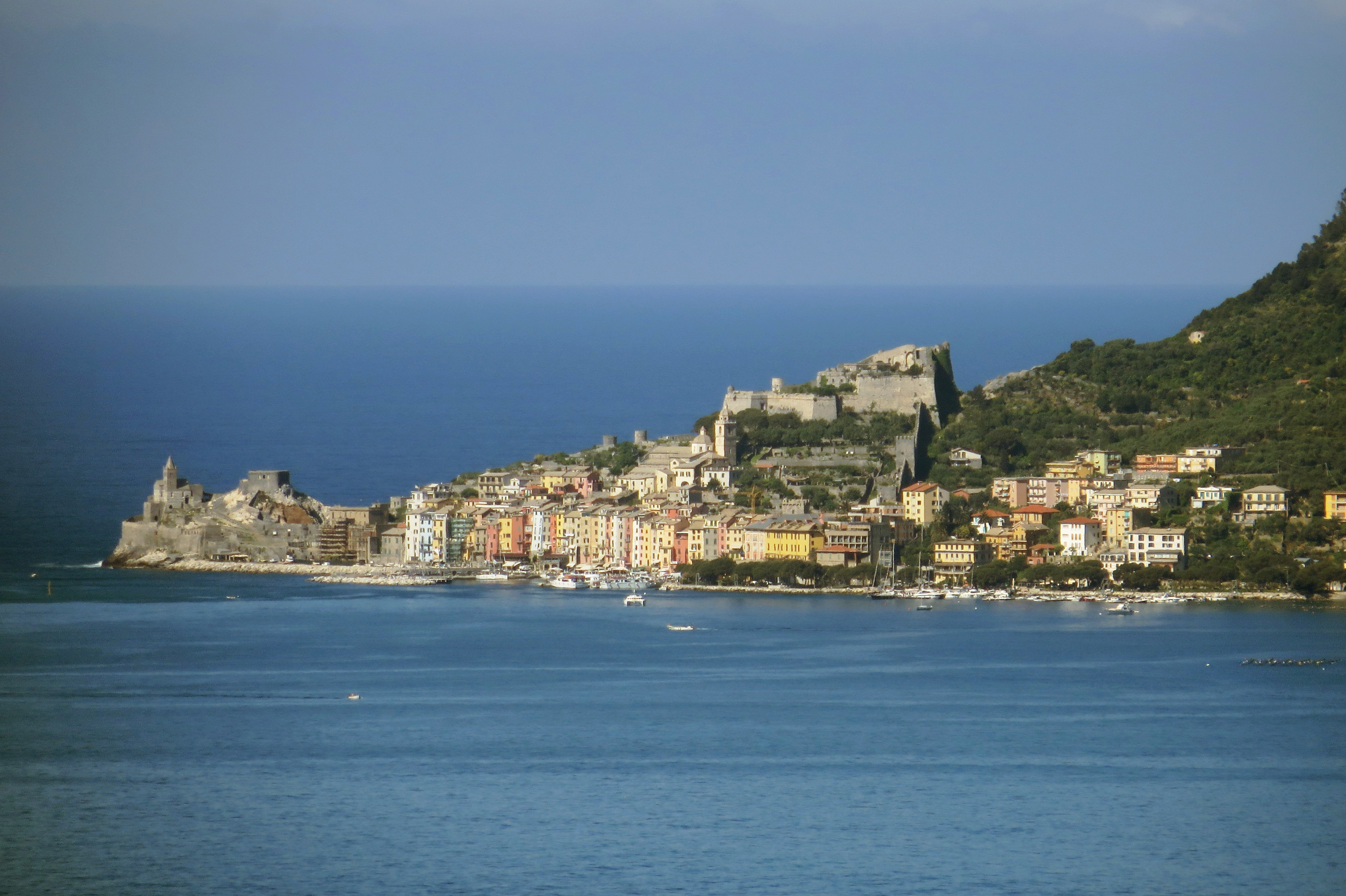
Porto Venere visto desde Lerici

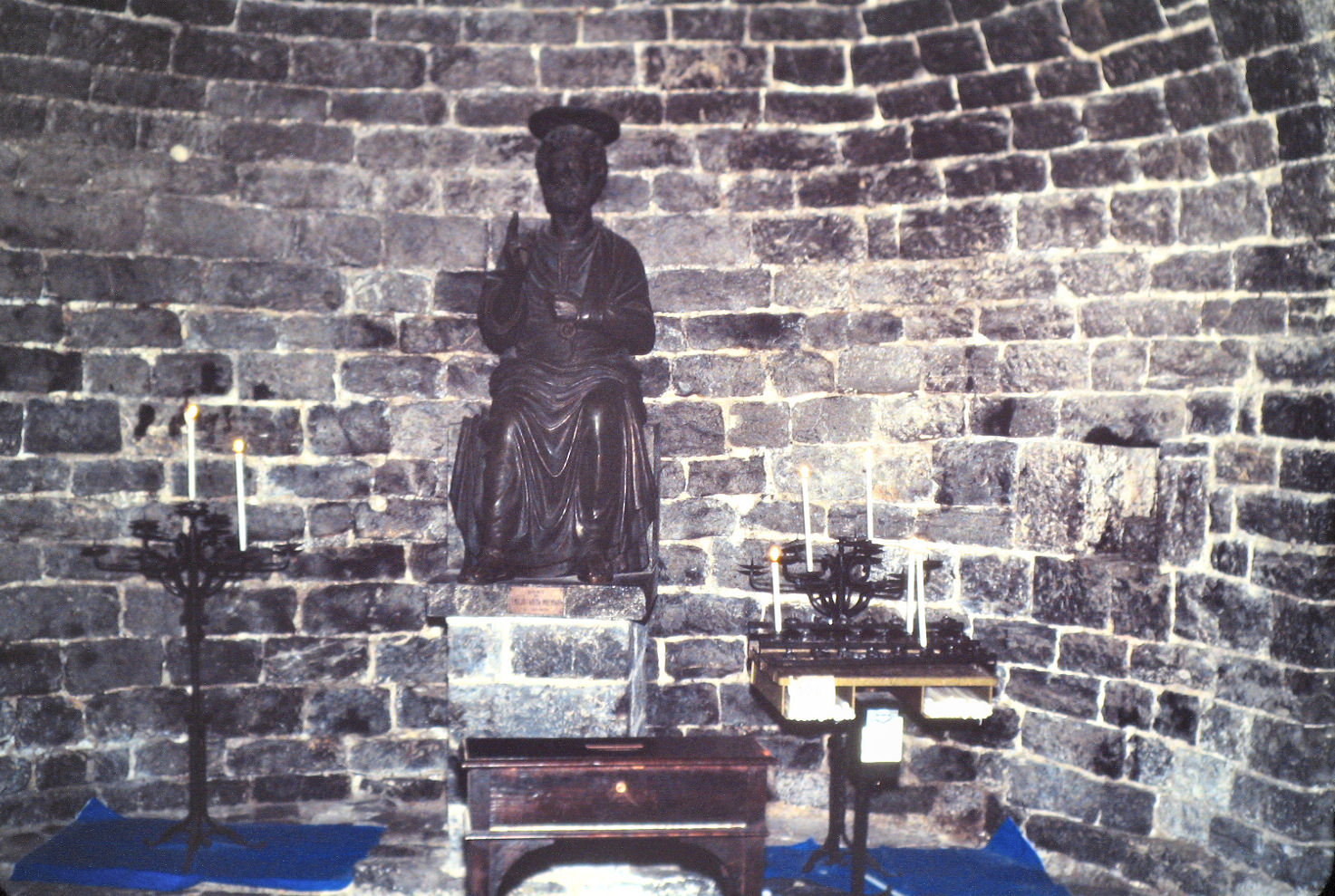
Estatua de San Pedro en la iglesia homónima.

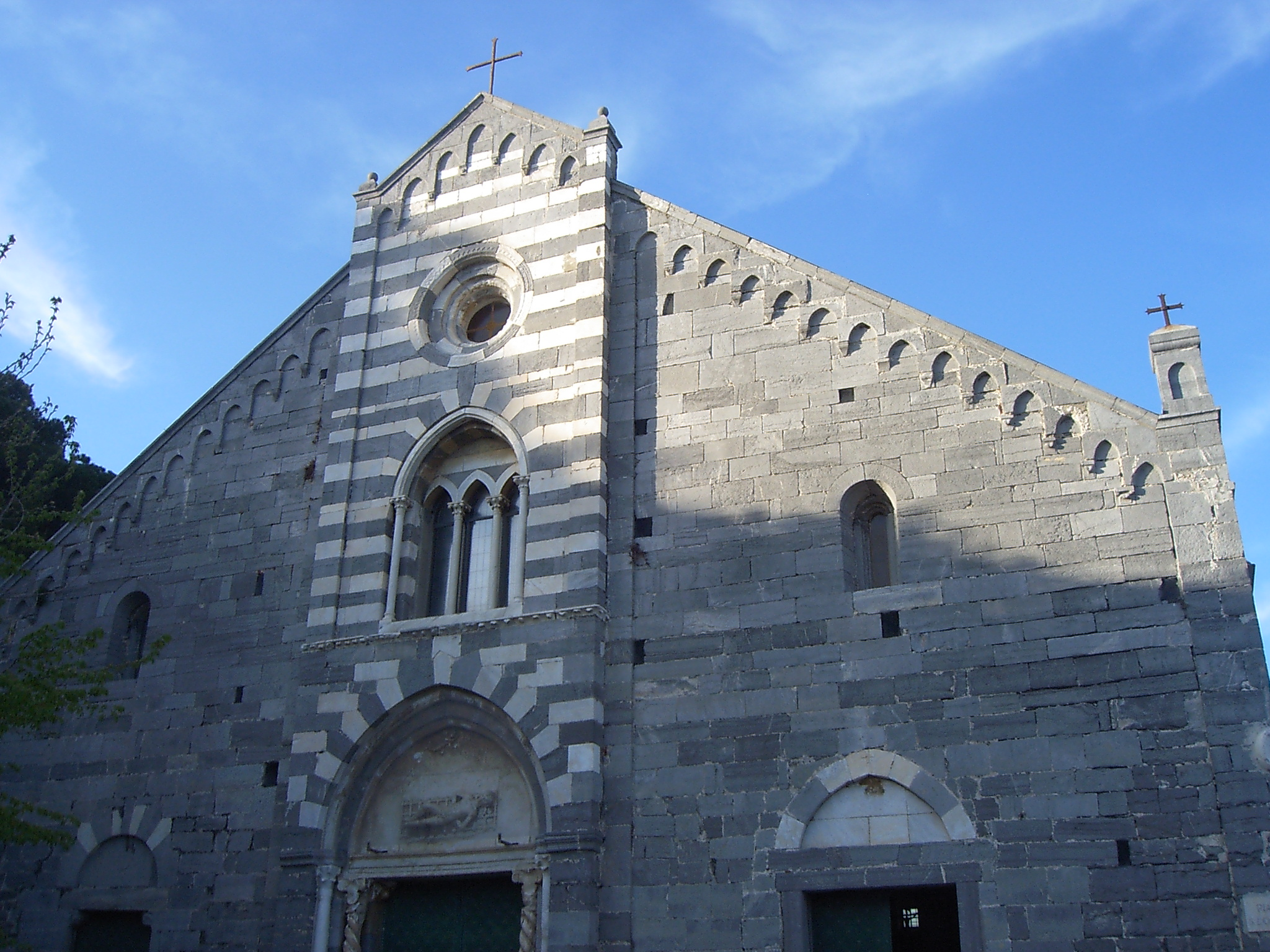
Fachada de la iglesia de San Lorenzo.

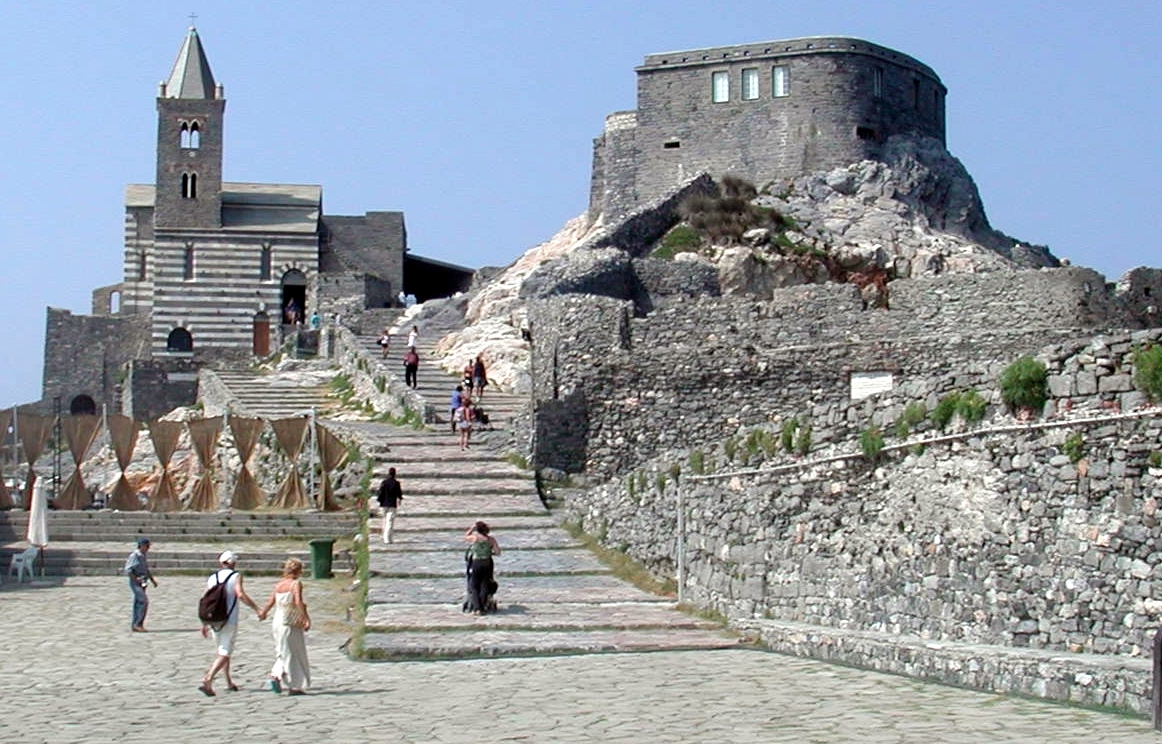
El castillo Doria.

- La iglesia gótica de San Pedro, consagrada en 1198. Fue construida sobre una iglesia paleocristiana preexistente, del siglo V, con planta rectangular y ábside semicircular. La parte nueva, del siglo XIII, está marcada externamente por franjas blancas y negras.

- La iglesia románica de San Lorenzo, erigida en 1098 por los genoveses. Ocupa probablemente el lugar de un templo antiguo dedicado a Júpiter. La iglesia resultó dañada por un fuego en 1340 y por el ataque aragonés en 1494, restaurándose después, en 1582.

- El Castillo Doria.

- La Grotta dell'Arpaia (hoy derrumbada), conocida como el Grotto de Byron, desde la que el poeta inglés Byron cruzó el golfo de La Spezia a San Terenzo para visitar a Shelley en Lerici, en 1822.

El núcleo medieval de Le Grazie está ubicado en torno a la iglesia de Nuestra Señora de las Gracias, del siglo XIV; cerca queda un convento medieval, que en el pasado perteneció a los olivetanos, y los restos de una villa romana del siglo I a. C. de Varignano. Hallazgos de recientes excavaciones de la villa se conservan en el Antiquarium della Villa Romana del Varignano en Portovenere. 
En Fezzano merecen destacarse los callejones medievales, junto con la iglesia de San Juan Bautista (1740) y la recientemente restaurada Villa Cattaneo.

## Evolución demográfica
| Gráfica de evolución demográfica de Porto Venere entre 1861 y 2001 |
|                                                                    |
| Fuente ISTAT - elaboración gráfica de Wikipedia                    |